# アイドルマリー
アイドルマリー（欧字名:Idol Marie、1986年3月27日 - 不明）は、日本の競走馬、繁殖牝馬。
1988年のJRA賞最優秀3歳牝馬である。主な勝ち鞍は、1988年のデイリー杯3歳ステークス（GII）。

## 経歴
ダイナマリーは、エルセンタウロ産駒の牝馬である。栗東トレーニングセンターの安藤正敏厩舎に所属して競走馬としてデビューし、41戦6勝。引退後は繁殖牝馬となり、1985年に初仔である牝馬（父:アスワン、後のチェリーオブナイル）を生産。2年目は、ニチドウアラシと交配。1986年3月27日、北海道早来町の社台ファームにて、2番仔となる鹿毛の牝馬を生産した。仔は、牧場系列のクラブ法人である社台レースホースが所有し、「アイドルマリー」という競走馬名が与えられて、栗東トレーニングセンターの浜田光正厩舎に入厩した。
浜田はアイドルマリーは出遅れ癖があったため、芝1600メートルでのデビューを希望し、新馬戦の出馬登録を行ったが除外となった。結局1988年9月11日、阪神競馬場芝1200メートルの新馬戦でデビューし、2着オサイチジョージに5馬身差をつけて初勝利。続く野路菊ステークス（OP、芝1600メートル）は、2着に4馬身差をつけて2連勝とした。
11月12日、デイリー杯3歳ステークス（GII）に1番人気の支持で重賞初出走。発馬機内で立ち上がりで遅れて後方を追走、最終コーナーでは大外から追い上げた。直線では、メイショウコブラを下して抜け出し、1馬身4分の1差をつけて先頭で入線、重賞初勝利とした。それから、12月18日の阪神3歳ステークス（GI）に単勝オッズ1.5倍の1番人気で出走。7頭立て2、3番手につけ、直線で追い上げた。しかし、逃げるラッキーゲランを捉えられず、2着に敗退した。年末のJRA賞表彰では、172票中130票を集めて、JRA賞最優秀3歳牝馬に選出された。
4歳となった1989年、始動戦のペガサスステークス（GIII）、桜花賞（GI）は、共にシャダイカグラに敗れ、それぞれ3着、6着。距離を延長してサンケイスポーツ賞4歳牝馬特別（GII）に出走し、ファンドリポポに次ぐ2着。さらに距離を延長した優駿牝馬（オークス）（GI）では14着に敗れた。秋はサファイヤステークス（GIII）で復帰し3着。それから、スワンステークス（GII）と阪神牝馬特別（GIII）は共に二桁着順、愛知杯（GIII）では疝痛のため、レース当日に出走を取り消した。5歳となった1990年は、7月の小倉日経賞（OP）で復帰し、4勝目。続く北九州記念（GIII）では1番人気に推されたものの、直線伸びず4着に敗れた。
以後、出走することなく引退。繁殖牝馬として、13頭の競走馬を生産した。うち、10番仔のアマゾンリリー、13番仔のアイドルコアが繁殖牝馬となった。5頭の孫を儲けたが、いずれも繁殖牝馬となっておらず、牝系は断絶している。

## 競走成績
以下の内容は、netkeiba.comおよびJBISサーチの情報に基づく。
| 競走日     | 競馬場 | 競走名                | 格   | 距離 （馬場） | 頭 数 | 枠 番 | 馬 番 | オッズ （人気） | 着順     | タイム   | 着差     | 騎手      | 斤量 [kg] | 1着馬 （2着馬）      | 馬体重 [kg] |
| ---------- | ------ | --------------------- | ---- | ------------- | ----- | ----- | ----- | --------------- | -------- | -------- | -------- | --------- | --------- | -------------------- | ----------- |
| 1988.09.11 | 阪神   | 3歳新馬               |      | 芝1200m（良） | 14    | 5     | 8     | 01.5（1人）     | 01着     | 01:10.8  | -0.8     | 0田原成貴 | 53        | （オサイチジョージ） | 426         |
| 0000.10.01 | 阪神   | 野路菊S               | OP   | 芝1600m（良） | 12    | 8     | 11    | 01.6（1人）     | 01着     | 01:36.7  | -0.7     | 0田原成貴 | 53        | （マヤノピューマ）   | 420         |
| 0000.11.12 | 京都   | デイリー杯3歳S        | GII  | 芝1400m（良） | 13    | 8     | 13    | 02.0（1人）     | 01着     | 01:24.1  | -0.2     | 0田原成貴 | 53        | （メイショウコブラ） | 414         |
| 0000.12.18 | 阪神   | 阪神3歳S              | GI   | 芝1600m（良） | 7     | 6     | 6     | 01.5（1人）     | 02着     | 01:35.7  | -0.1     | 0田原成貴 | 53        | ラッキーゲラン       | 410         |
| 1989.03.05 | 阪神   | ペガサスS             | GIII | 芝1600m（重） | 14    | 6     | 10    | 03.8（2人）     | 03着     | 01:38.5  | -1.0     | 0田原成貴 | 54        | シャダイカグラ       | 416         |
| 0000.04.09 | 阪神   | 桜花賞                | GI   | 芝1600m（稍） | 18    | 3     | 5     | 07.9（2人）     | 06着     | 01:38.7  | -1.2     | 0田原成貴 | 55        | シャダイカグラ       | 406         |
| 0000.04.30 | 東京   | サンスポ賞4歳牝馬特別 | GII  | 芝2000m（良） | 16    | 7     | 13    | 09.2（4人）     | 02着     | 02:02.6  | -0.1     | 0田原成貴 | 54        | ファンドリポポ       | 420         |
| 0000.05.21 | 東京   | 優駿牝馬              | GI   | 芝2400m（稍） | 24    | 7     | 18    | 16.1（6人）     | 14着     | 02:30.8  | -1.8     | 0田原成貴 | 55        | ライトカラー         | 416         |
| 0000.10.01 | 阪神   | サファイヤS           | GIII | 芝1600m（良） | 8     | 8     | 8     | 02.8（2人）     | 03着     | 01:34.8  | -0.3     | 0田原成貴 | 53        | リリーズブーケ       | 414         |
| 0000.10.29 | 京都   | スワンS               | GII  | 芝1400m（良） | 16    | 7     | 13    | 17.8（8人）     | 10着     | 01:22.7  | -1.0     | 0熊沢重文 | 53        | バンブーメモリー     | 416         |
| 0000.12.10 | 中京   | 愛知杯                | GIII | 芝2000m（良） | 11    | 6     | 8     | 出走取消        | 出走取消 | 出走取消 | 出走取消 | 0田原成貴 | 51        | グレートモンテ       | 計不        |
| 0000.12.24 | 阪神   | 阪神牝馬特別          | GIII | 芝2000m（稍） | 16    | 7     | 14    | 11.7（6人）     | 14着     | 02:03.9  | -2.2     | 0田原成貴 | 52        | ルイジアナピット     | 414         |
| 1990.07.15 | 小倉   | 小倉日経賞            | OP   | 芝1700m（良） | 10    | 1     | 1     | 05.3（2人）     | 01着     | 01:41.5  | -0.1     | 0熊沢重文 | 55        | （ニシヤマショウ）   | 422         |
| 0000.08.05 | 小倉   | 北九州記念            | GIII | 芝1800m（良） | 10    | 7     | 8     | 03.2（1人）     | 04着     | 01:48.8  | -0.4     | 0熊沢重文 | 56        | ニシヤマショウ       | 418         |

## 繁殖成績
|        | 生年   | 馬名               | 性 | 毛色   | 父                 | 戦績     | 主な成績 | 供用     | 出典   |
| ------ | ------ | ------------------ | -- | ------ | ------------------ | -------- | -------- | -------- | ------ |
| 初仔   | 1992年 | アーキテクト       | 牡 | 鹿毛   | アンバーシャダイ   | 4戦0勝   |          | 抹消     | [ 24 ] |
| 2番仔  | 1993年 | アーバンヒーロー   | 牡 | 鹿毛   | アンバーシャダイ   | 33戦4勝  |          | 抹消     | [ 25 ] |
| 3番仔  | 1994年 | スターマイサドル   | 騸 | 黒鹿毛 | サンデーサイレンス | 53戦3勝  |          | 抹消     | [ 26 ] |
| 4番仔  | 1995年 | チューシテマリー   | 牝 | 栗毛   | アンバーシャダイ   | 10戦1勝  |          | 抹消     | [ 27 ] |
|        | 1996年 | 不受胎             |    |        | ノーザンテースト   |          |          |          | [ 15 ] |
| 5番仔  | 1997年 | ティラニーオブラヴ | 牝 | 青鹿毛 | フジキセキ         | 4戦0勝   |          | 抹消     | [ 28 ] |
| 6番仔  | 1998年 | アイドルソング     | 牝 | 鹿毛   | メジロライアン     | 59戦3勝  |          | 抹消     | [ 29 ] |
| 7番仔  | 1999年 | ニューエイジ       | 牡 | 鹿毛   | ジェイドロバリー   | 6戦0勝   |          | 抹消     | [ 30 ] |
| 8番仔  | 2000年 | シュアイナフ       | 騸 | 青鹿毛 | ジェイドロバリー   | 24戦1勝  |          | 抹消     | [ 31 ] |
| 9番仔  | 2001年 | ソングフォーユウ   | 牝 | 黒鹿毛 | エリシオ           | 88戦13勝 |          | 抹消     | [ 32 ] |
| 10番仔 | 2002年 | アマゾンリリー     | 牝 | 黒鹿毛 | ホワイトマズル     | 27戦1勝  |          | 繁殖牝馬 | [ 16 ] |
| 11番仔 | 2003年 | オシャレホース     | 牡 | 栗毛   | フサイチソニック   | 14戦1勝  |          | 抹消     | [ 33 ] |
| 12番仔 | 2004年 | ヒシヴェンチャー   | 牡 | 黒鹿毛 | スペシャルウィーク | 23戦1勝  |          | 抹消     | [ 34 ] |
|        | 2005年 | 不受胎             |    |        | ファルブラヴ       |          |          |          | [ 15 ] |
| 13番仔 | 2006年 | アイドルコア       | 牝 | 鹿毛   | タニノギムレット   | 22戦0勝  |          | 繁殖牝馬 | [ 17 ] |
|        | 2007年 | 死産               |    |        | ファルブラヴ       |          |          |          | [ 15 ] |

## 血統表
| アイドルマリーの血統        | アイドルマリーの血統                             | アイドルマリーの血統     | （血統表の出典）         | （血統表の出典） |
| 父系                        | ボールドルーラー系                               | ボールドルーラー系       | ボールドルーラー系       | [ § 2 ]          |
| 父 ニチドウアラシ 1976 栗毛 | 父の父*ボールドアンドエイブル 1968 栗毛 アメリカ | *ボールドラッド          | Bold Ruler               | Bold Ruler       |
| 父 ニチドウアラシ 1976 栗毛 | 父の父*ボールドアンドエイブル 1968 栗毛 アメリカ | *ボールドラッド          | Misty Morn               |                  |
| 父 ニチドウアラシ 1976 栗毛 | 父の父*ボールドアンドエイブル 1968 栗毛 アメリカ | Real Delight             | Bull Lea                 | Bull Lea         |
| 父 ニチドウアラシ 1976 栗毛 | 父の父*ボールドアンドエイブル 1968 栗毛 アメリカ | Real Delight             | Blue Delight             |                  |
| 父 ニチドウアラシ 1976 栗毛 | 父の母*シャトーローズ 1968 芦毛 アメリカ         | *シャトーゲイ            | Swaps                    | Swaps            |
| 父 ニチドウアラシ 1976 栗毛 | 父の母*シャトーローズ 1968 芦毛 アメリカ         | *シャトーゲイ            | Banquet Bell             |                  |
| 父 ニチドウアラシ 1976 栗毛 | 父の母*シャトーローズ 1968 芦毛 アメリカ         | Bowl of Roses            | Alibhai                  | Alibhai          |
| 父 ニチドウアラシ 1976 栗毛 | 父の母*シャトーローズ 1968 芦毛 アメリカ         | Bowl of Roses            | Boudoir                  |                  |
| 母 ダイナマリー 1978 鹿毛   | 母の父*エルセンタウロ 1959 黒鹿毛 アルゼンチン   | Sideral                  | Seductor                 | Seductor         |
| 母 ダイナマリー 1978 鹿毛   | 母の父*エルセンタウロ 1959 黒鹿毛 アルゼンチン   | Sideral                  | Starling                 |                  |
| 母 ダイナマリー 1978 鹿毛   | 母の父*エルセンタウロ 1959 黒鹿毛 アルゼンチン   | Planetaria               | Penny Post               | Penny Post       |
| 母 ダイナマリー 1978 鹿毛   | 母の父*エルセンタウロ 1959 黒鹿毛 アルゼンチン   | Planetaria               | Crescent                 |                  |
| 母 ダイナマリー 1978 鹿毛   | 母の母エープリルマリー 1966 黒鹿毛 アメリカ      | New Policy               | Khaled                   | Khaled           |
| 母 ダイナマリー 1978 鹿毛   | 母の母エープリルマリー 1966 黒鹿毛 アメリカ      | New Policy               | Feu Follet               |                  |
| 母 ダイナマリー 1978 鹿毛   | 母の母エープリルマリー 1966 黒鹿毛 アメリカ      | Stylish Maid             | Stymie                   | Stymie           |
| 母 ダイナマリー 1978 鹿毛   | 母の母エープリルマリー 1966 黒鹿毛 アメリカ      | Stylish Maid             | Maid of Israel           |                  |
| 母系(F-No.)                 | (FN:4-r)                                         | (FN:4-r)                 | (FN:4-r)                 | [ § 3 ]          |
| 5代内の近親交配             | Khaled 5×4、Hyperion 5×5                         | Khaled 5×4、Hyperion 5×5 | Khaled 5×4、Hyperion 5×5 | [ § 4 ]          |
| 出典                        | 1. 2. 3. 4.                                      | 1. 2. 3. 4.              | 1. 2. 3. 4.              | 1. 2. 3. 4.      |